# Nenad Brixy
Nenad Brixy (Varaždinske Toplice, 4. svibnja 1924. – Zagreb, 17. kolovoza 1984.), bio je hrvatski novinar, romanopisac, komediograf, prevoditelj, pokretač i urednik mnogih časopisa. Autor kriminalističko-humorističnih romana i priča o nespretnom detektivu Timothyju Tatcheru, među kojima je najpopularniji Mrtvacima ulaz zabranjen (1960.). Njegov najpoznatiji doprinos popularnoj kulturi je uređivanje i prevođenje talijanskog komičnog stripa Alan Ford koji je na prostoru bivše Jugoslavije postao popularniji nego u samoj Italiji.

## Životopis
Nenad Brixy rođen je u Varaždinskim Toplicama 1924. godine. Rođen je u obitelji Stjepana, šumarskoga inženjera i Lavoslave (rođ. Ferenčak) Brixy. Osnovnu školu (1931. – 1935.) i gimnaziju (1935. – 1943.) pohađao je u Varaždinu. Visoku ekonomsko-komercijalnu školu upisao je u Zagrebu, ali je nakon dva semestra gospodarstva prekinuo studij i posvetio se novinarstvu.
Uređivao je Varaždinske vijesti (1945. – 1947.), riječki Novi list (1947. – 1954.), zagrebački Narodni list (1955.), Globus (1956.). Bio je glavni i odgovorni urednik Plavog vjesnika (1960. – 1967.). Za vrijeme dok je bio glavni i odgovorni urednik Plavog Vjesnika, objavljeni su najbolji britanski stripovi (Den Deri Franka Hampsona i Daleka planeta Dona Lawrencea), te mnogi stripovi hrvatskih autora (Maurović, Beker, Delač, Radilović, Neugebauer i ini). Tada je realizirano oko 130 stripova. Bio je glavni i odgovorni urednik odjela zabavnih sadržaja u Vjesniku (1967. – 1974.). Obavljajući posao glavnoga i odgovornoga urednika odjela Vjesnikovih zabavnih sadržaja zaslužan je za otkrivanje i postavljanje stripa Alana Forda u nakladnički plan Vjesnika.
Zbog srčane bolesti morao se 1973. godine povući u invalidsku mirovinu.
Umro je u Zagrebu 1984. godine i pokopan je u obiteljskoj grobnici na Mirogoju.

## Književna djelatnost
Od 1945. godine objavljivao je novele, crtice, humoreske i putopise. Pisao je komedije i radio-drame, najčešće suvremene tematike s mjestom zbivanja u Zagrebu. Književni prvijenac bio mu je drama Slučaj Forester čija premijera bila je u zagrebačkome kazalištu Komedija, 1954. godine. Pod pseudonimom Timothy Tatcher objavio je više humorističkih i kriminalističkih romana, od kojih su neki ekranizirani. Romani I tako dalje i Sve ili nešto prevedeni su na češki jezik. Najuspješniji mu je roman Mrtvacima ulaz zabranjen koji je doživio više od deset izdanja, preveden je na pet jezika, a po njemu su snimljena i dva igrana filma.

## Djela
- Rame uz rame (knjiga reportaža), 1951.
- Mrtvacima ulaz zabranjen, 1960. (11 izdanja)
- Hollywood protiv mene, 1964. (5 izdanja)
- I tako dalje (roman o izgradnji prigradskih naselja), 1965. (2 izdanja)
- Potraži me u pijesku, 1976. (3 izdanja)
- Tri i pol mrtvaca, 1976. (2 izdanja)
- Vampir u taksiju, 1976.
- Rupa u čelu, 1976.
- Noge uvis!, 1976.
- Plati, pa ostavi!, 1976.
- Pokal za utopljenika, 1976.
- Gola i mrtva, 1976.
- Važno je (u)biti prvi, 1976.
- Sljedeća, molim!, 1976.
- Sve ili nešto (roman o prodoru televizije), 1976. (2 izdanja)
- Noćne igre, 1979.
- Zagrebačka veza, 1980.
- Bijela loptica, 1982.
- Konji, ubojice i ostali, 1982.
- Dobra stara gangsterska vremena, 1982.
- Tajna crvenog salona, 1983.
- Leš na klupi, 1984.

### Radiokomedije
- Miran život, 1964.
- Anketa, 1977.
- Prozor, 1984.

### TV serije
- Agencija fiat lux, 1972.[4]

### Libretto
- Napisao je libretto musicala Hotel Maestral, premijerno prikazanoga u Varaždinu 1967. godine.[8]

## Nagrade
- 1956.: Godišnja nagrada Društva novinara Hrvatske za kozeriju.[4]

## Spomen
- 2015.: U Varaždinskim Toplicama, na njegovoj rodnoj kući, postavljena mu je spomen-ploča.[9]